# Agylla semirufa
Agylla semirufa är en fjärilsart som beskrevs av George Francis Hampson 1896. Agylla semirufa ingår i släktet Agylla och familjen björnspinnare. Inga underarter finns listade i Catalogue of Life.